# Valkótard
Valkótard (horvátul: Tordinci) falu és község Horvátországban, Vukovár-Szerém megyében. 

## Fekvése
Vukovártól légvonalban 16, közúton 24 km-re nyugatra, Vinkovcétől légvonalban 9, közúton 15 km-re északra, a Nyugat-Szerémségben, a Vuka (Valkó) bal partján fekszik. 

## A község települései
A községhez Ant (Antin), Kórógy (Korođ) és Gergely (Mlaka Antinska) települések tartoznak.

## Története
A település területe már az őskorban lakott volt. A falu Lászlófalva felőli bejáratánál a Vuka hídja után a folyó bal partja felett egy kisebb mesterséges magaslat látható, melynek északkelet-délnyugati iránya a folyó folyását követi. Ezt a lelőhelyet M. Klajn már 1954-ben is említi, mert itt a szántás felszínén az őskorból származó kerámiák kerültek elő. A terület régészeti feltárása a falu szerbek által történt elfoglalása és a hely aláaknázása miatt abbamaradt. A helyiek által Turska gradinának, azaz törökvárnak nevezett helyen is kerültek elő őskori és középkori leletek.
A középkori Tardot 1321-ben említik először I. Károly magyar király oklevelében, melyben megerősíti a báni káptalan 1308-ban kelt oklevelét, amely szerint a káptalan átadja Thordi Kozma fia Miklósnak veje, Voszyghi Domokos javára tett adományát. Ekkor említik Szent Péter tiszteletére szentelt templomát is. A település plébániája „Thord”, illetve „Tord” alakban szerepel az 1332 és 1335 között kelt pápai tizedjegyzékben is. 1359-ben „Tard”, 1457-ben „Thard”, 1458-ban „Tardh” változatokban említik a korabeli oklevelek. A tardi és asszonyfalvi Ostfi család birtoka volt. A település 1526-ban Valkóvár eleste után került török kézre és több, mint 150 évi török uralom után 1687-ben szabadult fel. 
Mivel a 16. század közepén Tardon nem volt plébános, a református prédikátorok, élükön Sztáray Mihállyal, meggyőzték a jobbágyokat, hogy hagyják el a katolikus egyházat. A törököket nem zavarta az ilyen hittérítés, mivel egyébként is gyűlölték a pápát, aki rábeszélte az európai uralkodókat, hogy háborúba lépjenek az Oszmán Birodalom ellen. Tardon alapítottak egy református egyházközséget, amely a Vuka folyó alsó folyásának mentén a református egyház központja lett. A kálvinizmust minden Tard környékén lévő magyar, de számos horvát is átvette. 1551-ben kálvinista zsinatot tartottak a településen. A 17. század elején Tardon már mintegy 200 ház állt 1500 lakossal.
A törököket Vukovárról és a szomszédos falvakból 1687-ben űzték ki. Ekkor Tardon még körülbelül 60 ház állt. A törökök 1690-ben visszatértek, de 1691-ben újra kiűzték őket. A felszabadító háború sok szenvedést hozott az itteni lakosságra. Miután a törökök végül elhagyták Szlavóniát, Vukovár, Eszék és Valpó környékén sok református tért vissza a katolikus hitre, de míg a magyarok többnyire reformátusok maradtak, addig majdnem minden horvát elhagyta a kálvinizmust. Így a kálvinista plébániák eltűntek a horvát falvakban, Szlavóniában és a Szerémségben is. A tardi református egyházközséget sem tudták megtartani, így a falu kálvinistái a kórógyi magyar egyházközséghez tartoztak. Tard katolikus lakosai évről évre többen lettek. Eredetileg a vukovári ferences plébániához tartoztak, de 1737-ben már önálló katolikus plébániát alapítottak és 1738-ban felépítették a Szentháromság plébániatemplomot is. A plébánia alá tartoztak a szomszédos Ant falu katolikus hívei is.
A török kiűzése után Tard előbb kamarai birtok, majd a vukovári uradalom része lett. Rövid ideig a Kuffstein, majd 1736-tól az Eltz család volt a birtokosa. Az első katonai felmérés térképén „Tordincze” néven található. Lipszky János 1808-ban Budán kiadott repertóriumában „Tordincze” néven szerepel. Nagy Lajos 1829-ben kiadott művében „Tordincze” néven 150 házzal, 584 katolikus és 688 református vallású lakossal találjuk.
A településnek 1857-ben 1003, 1910-ben 1392 lakosa volt. Szerém vármegye Vukovári járásához tartozott. Az 1910-es népszámlálás adatai szerint lakosságának 65%-a horvát, 21%-a német, 12%-a magyar, 1%-a szerb anyanyelvű volt. A település az első világháború után az új szerb-horvát-szlovén állam, majd később (1929-ben) Jugoszlávia része lett. A második világháború végén a német lakosság nagy része elmenekült a partizánok elől. Az itt maradtakat a kommunista hatóságok kollektív háborús bűnösökké nyilvánították, minden vagyonuktól megfosztották és munkatáborba zárták. Az életben maradtakat később Németországba és Ausztriába telepítették ki. 1946-ban az ország más részeiről szállítottak ide horvát és szerb családokat, akik megkapták az elűzött németek házait. 1991-ben lakosságának 84%-a horvát, 7%-a szerb, 5%-a magyar nemzetiségű volt. 1991-től a független Horvátország része. 
Tard lakói megszenvedték a horvátországi háború szerb agresszióját is. A falut 1991. szeptember 6-án érte az első támadás, de ezt még visszaverték a horvát védők. A védők akkor kerültek nehéz helyzetbe, amikor a szerbek a szomszédos Ant falut elfoglalták. 1991. október 25-én megindult a nagyobb támadás a falu ellen. A szerbek több irányból támadtak és súlyos veszteségeket szenvedtek. A háború utáni adatok 180–200 jugoszláv katonáról, hat harckocsiról és három szállító járműről beszélnek. A kudarctól csalódott szerbek a támadás után úgy döntöttek, hogy meggyilkolják az Antban addig fogva tartott horvátokat. A horvát erők ezután a tankok elleni fegyverek hiánya miatt visszavonultak, de még két napig tartották a települést. Ezután háborús bűncselekmények sorozata következett. Az agresszorok ekkor 22 polgárt gyilkoltak meg, a lakosság egy részét pedig a szerbiai Begejce táborába hurcolták. Később a plébániatemplom előtt megtalálták a tömegsírt, benne 208 meggyilkolt polgári személlyel, akiket állat módjára temetés nélkül dobtak a gödörbe. A plébánia szomszédos falvaiban szintén tömegsírok voltak. A településnek 2011-ben 739, a községnek összesen 2032 lakosa volt. 

## Népessége
| Lakosság változása | Lakosság változása | Lakosság változása | Lakosság változása | Lakosság változása | Lakosság változása | Lakosság változása | Lakosság változása | Lakosság változása | Lakosság változása | Lakosság változása | Lakosság változása | Lakosság változása | Lakosság változása | Lakosság változása | Lakosság változása |
| ------------------ | ------------------ | ------------------ | ------------------ | ------------------ | ------------------ | ------------------ | ------------------ | ------------------ | ------------------ | ------------------ | ------------------ | ------------------ | ------------------ | ------------------ | ------------------ |
| 1857               | 1869               | 1880               | 1890               | 1900               | 1910               | 1921               | 1931               | 1948               | 1953               | 1961               | 1971               | 1981               | 1991               | 2001               | 2011               |
| 1.125              | 1.229              | 981                | 1.189              | 1.359              | 1.380              | 1.317              | 1.252              | 1.357              | 1.344              | 1.341              | 1.212              | 1.046              | 1.017              | 836                | 739                |

## Gazdaság
A településen hagyományosan a mezőgazdaság és az állattartás képezi a megélhetés alapját. 

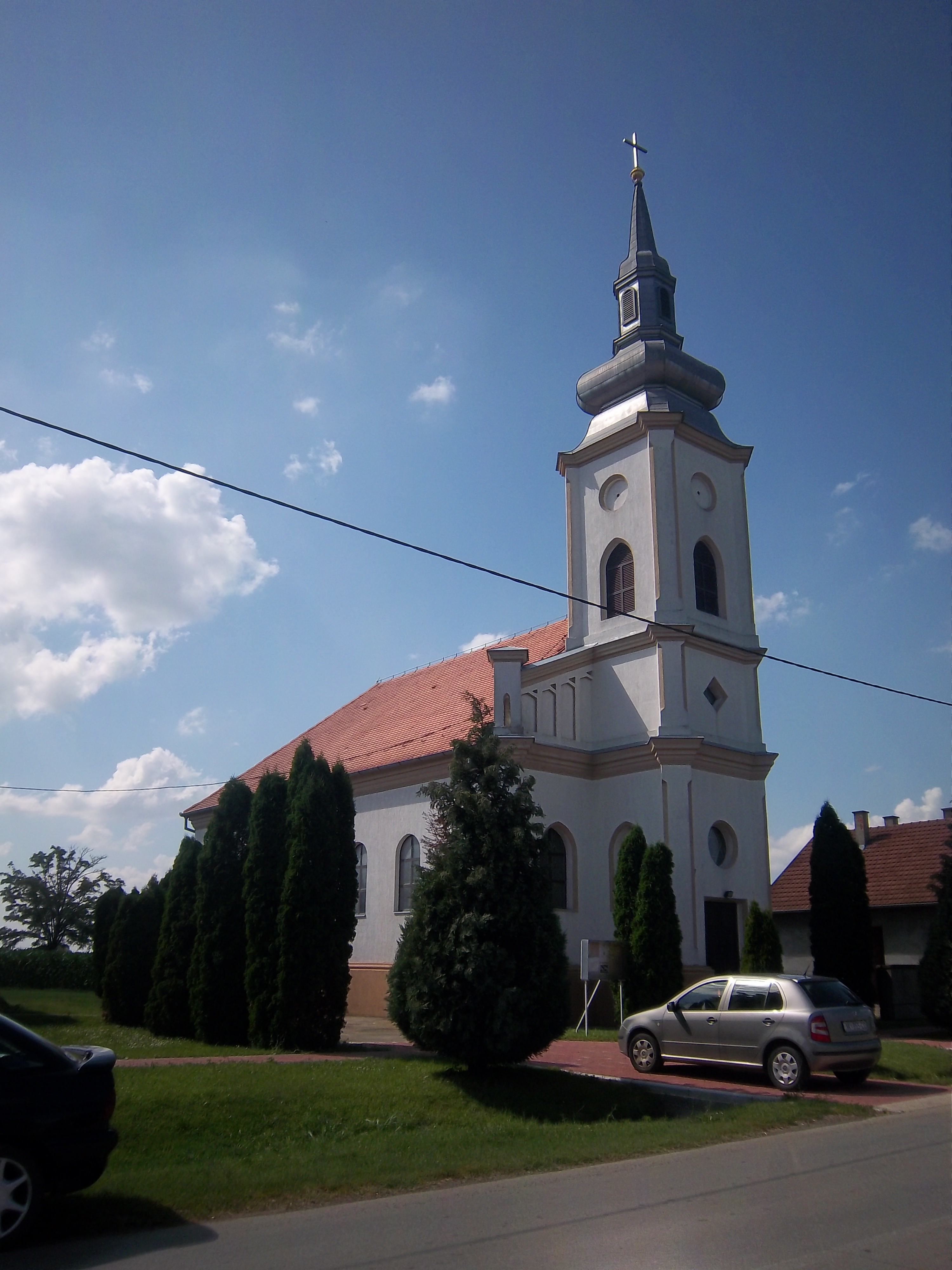
A református templom

## Nevezetességei
- A Szentháromság tiszteletére szentelt római katolikus templomát 1738-ban építették.

- A református templom 1868-ban épült, mai formáját az 1898-ban zajlott átépítés során nyerte el, Kulifay Elek lelkipásztorkodása idejében. Az anyakönyvek vizsgálata alapján azonban megállapítható, hogy a tardi magyarok nem reformátusok, hanem katolikusok voltak. A helyi református családok ugyanis már száz évvel ezelőtt is horvát nevűek voltak. 2001. május 24-én a horvát ajkú protestánsok kiváltak a Horvátországi Református Keresztyén Kálvini Egyházból és megalapították Horvátországi Protestáns Református Keresztyén Egyházat, melynek székhelye Valkótard.

- A falutól 3 km-re keletre a Vuka bal partján egy 50-szer 50 méteres nagyságú dombszerű kiemelkedés látható. Ennek középső részén máig fennmaradtak egy 5 méteres szélességű földsánc maradványai. A helyet a szakemberek a középkori Léva várával azonosítják, melyet 1309 és 1525 között „Lewe, Lewe, Leue” formában említenek a korabeli dokumentumok. A 15. század második felében Léva vára mellett kereskedő-kézműves település állt, mely nemcsak plébánia székhelye, hanem 15 faluból álló uradalom központja is volt. A hely régészeti feltárása még nem történt meg.[9]

## Kultúra
Tardon 1938-tól megszakításokkal működik a Seljačka sloga egyesület helyi csoportja. 1953-ban énekkar, dudás és színjátszó csoport kezdte meg működését a településen. A KUD „Zrinski” Tordinci kulturális és művészeti egyesületet 1972-ben alapították. 

## Oktatás
A tardi oktatás története 1863-ig nyúlik vissza, amikor megnyílt a falu első általános iskolája. A 19. és 20. század viharos történelmi eseményein keresztül a helyi iskolarendszer számos változáson ment keresztül. A mai tardi általános iskolát a Vukovár-Szerém megyei közgyűlés 2006. július 6-i határozatával hozták létre a berzétemonostori Zrinski Általános Iskola két iskolára történő felosztásával. Az általános iskola magában foglalja a négyosztályos anti területi iskolát is. Az általános iskolában körülbelül 200 tanuló vesz részt az oktatásban, ebből 150 Valkótardon és 50 Anton. A községben Kórógyon működik egy magyar nyelvű általános iskola is, amelybe körülbelül húsz tanuló jár. Mintegy száz középiskolás diák jár a községből Vinkovci és Eszék középiskoláiba. Mintegy ötven helybeli diák tanul a zágrábi és eszéki egyetemek különféle karain.

## Sport
Az NK Zrinski Tordinci labdarúgóklubot 1925-ben alapították. 1991-ig NK Sloga Tordinci néven működött. 1991 és 1996 között működése szünetelt. A csapat jelenleg a megyei 3. ligában szerepel.

## Egyesületek
DVD Tordinci önkéntes tűzoltó egyesület.